# World of Warcraft: Wrath of the Lich King
World of Warcraft : Wrath of the Lich King (littéralement : « La colère du Roi-Liche ») est la seconde extension de World of Warcraft sortie le 13 novembre 2008. Son annonce a été faite à la session d’ouverture du BlizzCon 2007.
L’extension se déroule après « The Burning Crusade ».

## Nouveautés
Les principales nouveautés de cette deuxième extension sont :
- la première classe de héros : le chevalier de la mort, capable de relever des morts-vivants ;
- un nouveau continent : Northrend qui est traduit par Norfendre ;
- de nouvelles zones, donjons, quêtes, objets et monstres ;
- le niveau maximum passe de 70 à 80, avec de nouveaux sorts et talents ;
- de nouveaux champs de bataille, dans lesquels des engins de siège et machines de guerre volantes[4] pourront être utilisés afin de détruire certains bâtiments (Joug d’hiver, Rivage des Anciens, Île des conquérants) ;
- de nouvelles options de personnalisation des personnages, avec notamment de nouvelles coiffures ;
- un nouveau métier permettant d’améliorer les sorts : la calligraphie ;
- de nouvelles factions comme le Kirin Tor et les Roharts ;
- de nouveaux Raids accessibles à 10 ou à 25, les deux ayant, depuis la mise à jour 3.3.2, un mode héroïque pour certains raids ;
- le système des « Hauts faits »[5] ;
- de nouvelles interfaces disponibles (comme la recherche de donjons améliorée, de champs de bataille ou encore le système d’aide de quête sur la carte de base) ;
- de nouveaux systèmes de quêtes, comme monter sur une monture volante pour accomplir certains objectifs ou encore le déphasage de territoire (vu dans les quêtes de départ du chevalier de la mort et dans la zone « La Couronne de glace »)[6].

Certaines nouveautés annoncées avant la sortie de l’extension n’ont finalement pas été introduites dans le jeu : les nouvelles danses et les machines de guerre volantes pilotables (au Joug d’hiver).

## La citadelle de la couronne de glace
La citadelle de la couronne de glace est le point culminant des évènements et des combats de l’extension ''Wrath of the Lich King, retraçant le combat de la Horde et de l’Alliance contre la montée au trône de Arthas Menethil. Cette forteresse est composée de muraille en saronite et de nombreux serviteurs du Roi Liche la protègent[source insuffisante].
Cette instance est divisée en 4 parties différentes (la Flèche inférieure, la Pesterie, la salle Cramoisie et les salles de l’Aile de givre). Dans la première aile, les joueurs se retrouvent face à une armée de morts-vivants qui ont pour but de repousser toutes intrusions. À la tête de cette armée se trouve le Seigneur Gargamoelle (un assemblage d’ossements). Après l’avoir vaincu, les joueurs se retrouvent face au 2e boss, Dame Murmemort entourée de ses acolytes. Ils commandent ensuite un bateau avec le Chef de leur faction, Saurcroc sur le Marteau d’Orgrim pour la Horde et Muradin Barbe-de-bronze sur le Brise-ciel pour l’Alliance. Le but principal est de détruire le bateau de la faction opposée en protégeant sa canonnière et en détruisant celle de l’adversaire. Après cela, se dresse devant les joueurs le chevalier de la mort le plus puissant, Saucroc le Porte-mort (fils du commandant de la Horde) ayant été ressuscité par Arthas pour en faire son maître d’arme. Lorsque les joueurs tuent ces 4 boss, ils arrivent dans une zone intermédiaire pouvant conduire à chacune des 3 dernières ailes.
L'extension conclut l'histoire d'Arthas, issue de Warcraft III. Après cette extension, la plupart des principaux développements de l'histoire sont issus de World of Warcraft et non plus des précédents jeux Warcraft.

## Ventes
Une semaine après le lancement de World of Warcraft: Wrath of the Lich King, Blizzard a déclaré que le jeu venait de battre le record du jeu PC le plus vendu en 24 heures aux États-Unis et en Europe, celui-ci s’étant écoulé à 2,8 millions d’exemplaires le seul premier jour de sa commercialisation. Par ailleurs, l’add-on a battu le record de ventes d’un jeu PC en un mois, avec plus de 4 millions de copies vendues précédemment obtenu par l’extension The Burning Crusade.